# Stephen Macht
Pour les articles homonymes, voir Macht.
Stephen Macht est un acteur et rabbin américain, né le 1er mai 1942 à Philadelphie, en Pennsylvanie (États-Unis).
Il a fait une partie importante de sa carrière à la télévision. Son fils, Gabriel Macht, est également acteur.

## Biographie
Macht est né à Philadelphie, en Pennsylvanie, d'une famille de confession juive. Il a grandi à Brooklyn Heights, New York jusqu'à ce que, à l'âge de neuf ans, son père décède et il déménage avec sa mère, Janette, et son frère aîné, pour vivre avec son grand-père maternel, Mystic, Connecticut.
Après avoir été diplômé du Dartmouth College en 1963 (où il a vécu avec Michael Moriarty), Macht a étudié à l'Université Tufts, où il a obtenu une maîtrise en drama en 1967. Il s'est ensuite inscrit à l'Indiana University et a obtenu un doctorat. dans la littérature dramatique et l'histoire du théâtre en 1970. Macht a étudié le théâtre à l'Académie de musique et d'art dramatique de Londres et a écrit son doctorat, dissertation sur l'histoire de la formation d'acteur là-bas. Il s'est également entraîné avec Milton Katselas au Beverly Hills Playhouse. Il a également fait de nombreuses études sur le judaïsme, et a reçu de nombreux prix de l'Académie du Judaïsme de Californie (AJRCA).
Pendant qu'il enseignait au Queens College, Macht a reçu l'approbation du président de son département d'apparaître dans des pièces de théâtre à New York au lieu de publier des articles dans le cadre de sa préparation de thèse.

### Vie privée
Macht est marié à l'archiviste et conservatrice du musée Suzanne Victoria Pulier depuis 1964. Il a quatre enfants : Julie, Ari Serbin, l'acteur Gabriel Macht et le musicien Jesse Macht. Macht est également un rabbin et écrivain, spécialisé dans les études du judaïsme. Il se considère comme pratiquant et officie parfois des mariages, des Bar-mitzvah ou encore des funérailles.

## Filmographie

### Cinéma
- 1977 : Bande de flics (The Choirboys), de Robert Aldrich : Spencer Van Moot
- 1979 : Morsures d'Arthur Hiller : Walker Chee
- 1980 : La Fureur sauvage (The Mountain Men), de Richard Lang : Heavy Eagle
- 1980 : Galaxina, de William Sachs : Thor
- 1984 : The Last Winter : Eddie
- 1987 : The Monster Squad, de Fred Dekker : Del Crenshaw
- 1990 : La Créature du cimetière (Graveyard Shift), de Ralph S. Singleton : Warwick
- 1992 : Amityville 1993 : Votre heure a sonné (Amityville 1992: It's About Time) (vidéo) : Jacob Sterling
- 1992 : Trancers III (vidéo) : Harris
- 1994 : Trancers 4: Jack of Swords (vidéo) : Harris
- 1994 : Trancers 5: Sudden Deth (vidéo) : Harris
- 1996 : Galgameth : El El
- 1997 : D'amour et de courage (Touch Me), de H. Gordon Boos : Robert
- 1998 : Les Proies - La résurrection (en) (Watchers Reborn) de John Carl Buechler : Lem Johnson
- 1999 : Swallows : Hank
- 1999 : Terrorisme en haute mer (Final Voyage) : Capitaine Doyle
- 2000 : Agent destructeur (Agent Red), de  Damian Lee et Jim Wynorski : Général Stillwell
- 2002 : Outside the Law de Jorge Montesi : Dick Dawson
- 2012 : Atlas Shrugged: Part II, de John Putch : Clem Weatherby

### Télévision
- 1973 : Deadly Visitor
- 1975 : The Tenth Level (en) : Dahlquist
- 1977 :  Kojak (série) (saison 3 épisode 21) : Max Fisk
- 1976 : Amelia Earheart : Paul Mantz
- 1977 : Raid sur Entebbe (Raid on Entebbe) : Lt. Col. Yonatan 'Yoni' Netanyahu
- 1977 : L'Homme qui valait trois milliards (The Six Million Dollar Man) (série) (saison 4 épisode 13) : Joe Patton
- 1977 :  Kojak (série) (saison 4 épisode 13) : Joseph Arrow
- 1978 : Ring of Passion : Max Schmeling
- 1978 : Loose Change (mini-série) : Peter Lane
- 1978 : Hunters of the Reef : La Salle
- 1978 : The Immigrants : Daniel Lavetta
- 1980 : Enola Gay: The Men, the Mission, the Atomic Bomb : Major Wiiliam 'Bud' Uanna
- 1981 : American Dream (série) : Danny Novak
- 1981 : Hôpital sous surveillance (Killjoy) : Dr. Max Heller
- 1983 : Le major parlait trop (A Caribbean Mystery) : Greg Dyson
- 1984 : Contract for Life: The S.A.D.D. Story : Bob Anastas
- 1984 : Samson and Delilah : Maluck
- 1984 : Flight 90: Disaster on the Potomac : Joe Stiley
- 1984 : George Washington (en) (feuilleton) : Gen. Benedict Arnold
- 1986 : Le Retour de Mike Hammer (The Return of Mickey Spillane's Mike Hammer) de Ray Danton : Nick Anton
- 1987 : An Enemy Among Us : Jack
- 1987 : Strange Voices : Dave Glover
- 1988 : No Blame : Carl Donaldson
- 1988 : A Friendship in Vienna : Franz Dournenvald
- 1989 : Columbo : Fantasmes (Sex and the Married Detective) (Série) : David Kincaid
- 1989 : My Boyfriend's Back : Joseph
- 1989 : L'Assassin de mes nuits (Blind Witness) : Gordon Kemlich
- 1989 : Fear Stalk : Tom
- 1991 : Mémoire de minuit (Memories of Midnight) : Docteur Hamilton
- 1993 : Un enfant de trop (Moment of Truth: A Child Too Many) : Bill Davis
- 1993 : Highlander (saison 1, épisode 9) : Alexei Voshin
- 1994 : Star Trek Deep Space Nine (Saison 2, épisode 2 et 3) : Général Krim
- 1994 : Siringo : Wade Lewis
- 1994 : Une inconnue dans la maison (Moment of Truth: A Mother's Deception) : Harry McGill
- 1996 : On ne vit qu'une fois (One Life to Live) (série) : Dr Elliot Durbin
- 1996 : Arabesque : saison 12 episode 18 "un chien fougueux" : Arthur
- 1998 : One Hot Summer Night : Abel Ganz
- 2003 : DC 9/11: Time of Crisis : Paul Wolfowitz
- 2011 : Castle : saison 3 épisode 11 Bill Wellington
- 2014 : Suits : Avocats sur mesure : Henry Gerard

### Jeu vidéo
- 1996 : Zork Nemesis : Thaddeus Kaine